# الکساندر مارتیشکین
الکساندر مارتیشکین (روسی: Александр Георгиевич Мартышкин؛ ۲۶ اوت ۱۹۴۳ – ۲۹ اکتبر ۲۰۲۱) ورزشکار روئینگ اهل اتحاد جماهیر شوروی سوسیالیستی بود.
وی در مسابقات کشوری و بین‌المللی در مجموع برندهٔ ۳ مدال نقره، ۴ مدال برنز شده‌است.